# 凱爾·萊特
凱爾·哈迪·萊特（英語：Kyle Hardy Wright，1995年10月2日—），為美國職棒大聯盟的投手，目前效力於堪薩斯市皇家。2017年大聯盟選秀，萊特在首輪第5順位被勇士選走，並在2018年登上大聯盟。

## 職業生涯

### 亞特蘭大勇士
萊特在2017年選秀以第五順位加盟勇士後，隔年受邀參加大聯盟春訓。他在2018年7月30日升上3A，9月初登上大聯盟。
2018年9月4日，萊特完成大聯盟初登板，成為2017年選秀最快登上大聯盟的球員。整季他的防禦率為4.50。2019年，萊特進入勇士的先發輪值。不過他在前三場先發表現不佳，因此被下放到3A。整季他吞下3敗，防禦率8.69。
2020年，萊特拿下2勝4敗，防禦率5.21。他在國聯分區賽第3場先發面對馬林魚，主投6局無失分拿下勝投。國聯冠軍賽第3場，萊特先發面對道奇，但他1局都沒投完就狂失7分，最後讓道奇在首局就攻下破紀錄的11分。
2021年，萊特在3A投出10勝5敗，防禦率3.02。不過他僅在大聯盟先發2場比賽，吞下1敗，防禦率9.95。儘管如此，球隊還是將他帶進世界大賽名單內。他在第2場短暫投了1局無失分，第4場在首局就接替Dylan Lee上場處理滿壘危機，之後他又投了4局僅再掉1分。最後勇士在比賽後段靠著兩支全壘打逆轉勝。這年他在例行賽只投了6+2⁄3局，但他在世界大賽投了5+2⁄3局，已是全隊次高。2022年，萊特成為勇士的開幕戰先發投手。

## 外部連結
- 球員資訊和成績在MLB ，ESPN ，Retrosheet ，Baseball Reference ，Baseball Reference (Minors) ，Fangraphs ，The Baseball Cube （英文）